# Новобелицкий район
Новобе́лицкий райо́н (бел. Навабеліцкі раён) — административно-территориальная единица (городской район) в составе города Гомеля Республики Беларусь. 
Расположена, в отличие от остальной территории города, на левом берегу реки Сож, в юго-восточной части города. В Новобелицком районе проживает 71 тыс. человек (2019), что составляет около 13 % населения Гомеля; площадь района более 2 тыс. га. Главная улица района — улица Ильича, вытянутая с севера на юг, начинающаяся сразу за автомобильным мостом через реку Сож и переходящая в Черниговское шоссе.
Управление осуществляется администрацией Новобелицкого района города Гомеля. 
Адрес администрации: 246021, г. Гомель, ул. Ильича, 49.

## История

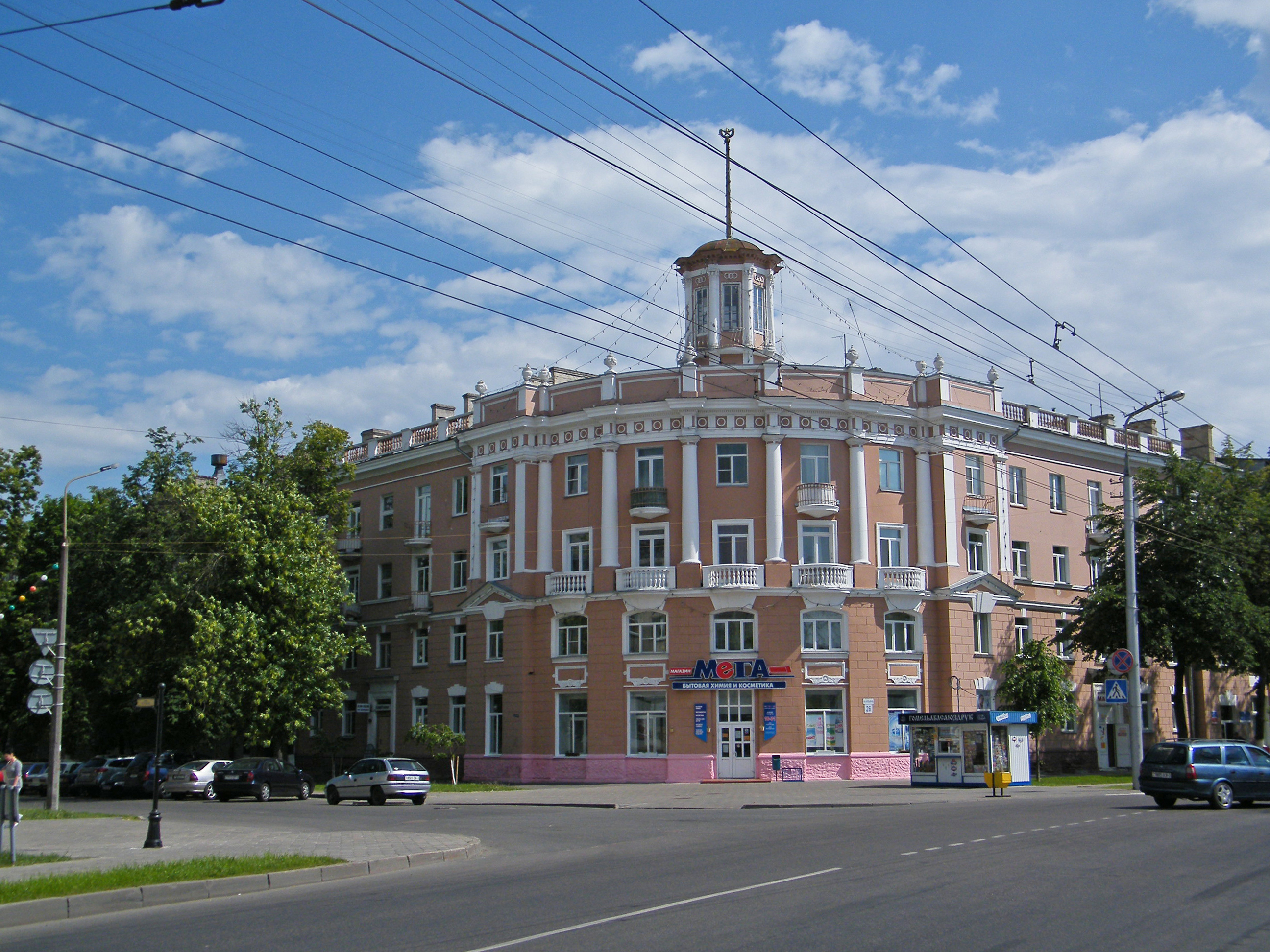

До 1777 года на месте современного Новобелицкого района находилась песчаная заболоченная местность с двумя дворами переселенцев из деревни Коренёвка (Коренёвская дача). Город Гомель, находившийся тогда на правом берегу, в 1775 году был подарен Екатериной II русскому полководцу графу П. А. Румянцеву-Задунайскому.

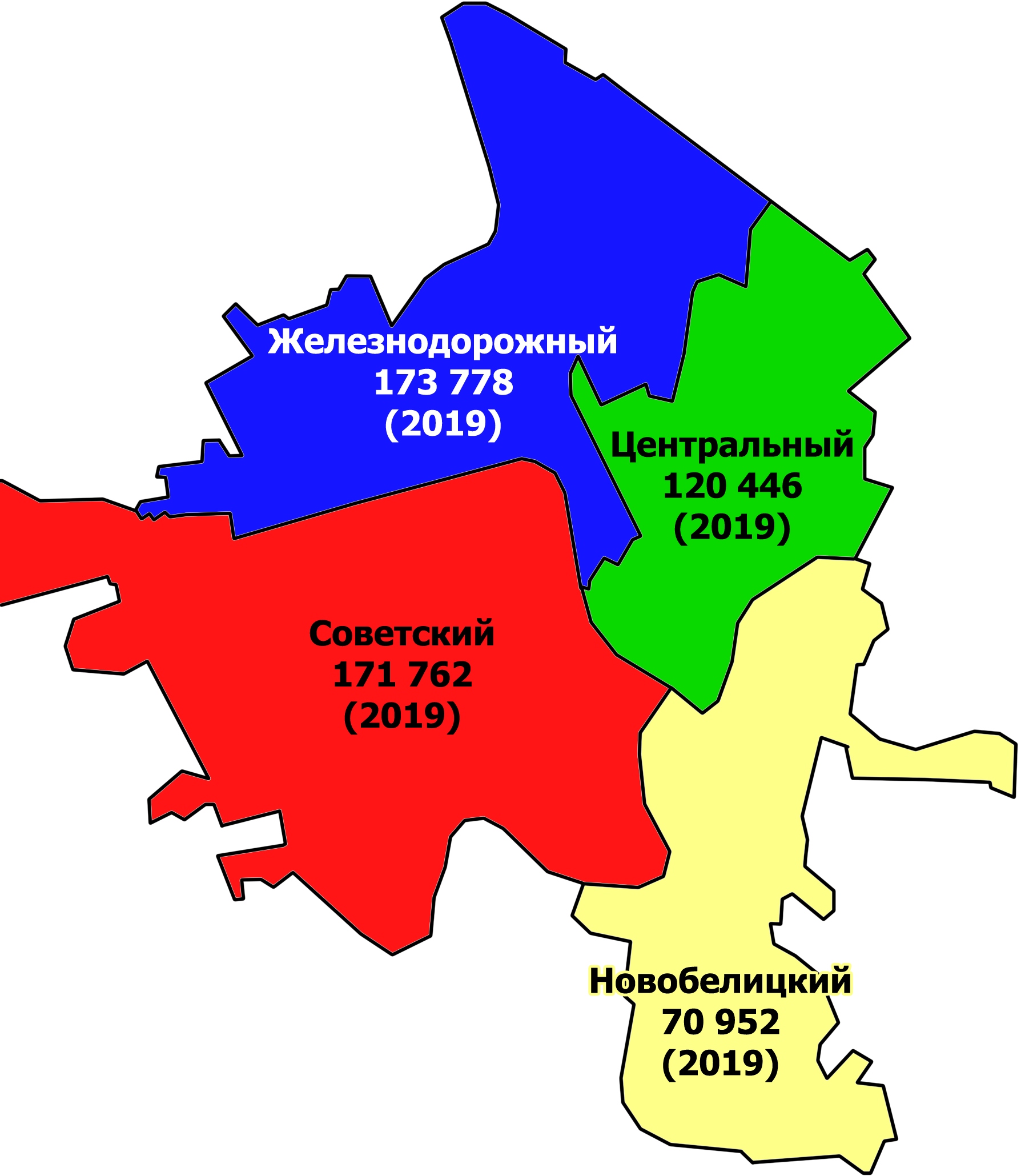
Районы Гомеля. Новобелицкий район выделен светло-жёлтым цветом

В 1783—1785 годах утверждён 2-й генеральный план уездного города Белица, центра Белицкого уезда Могилёвской губернии. Но масштабного строительства не произошло, потому что город Белица была удалена от больших дорог и крупных водных путей сообщения, не отвечала требованиям, предъявлявшимся к уездному городу. В 1785 году было принято решение о расположении уездного центра в другом месте и изыскивания немалых средств для строительства уездного города на левом берегу реки Сож, напротив Гомеля, — теперешней Новобелицы.
Построенный уездный город первоначально назывался Белица. Лишь в обиходе для различения двух Белиц (приузовской и надсожской) употреблялись определения Старая и Новая, которые со временем узаконились. В конце XVIII века географический словарь Л. М. Максимовича фиксировал факт двух локализаций одного уездного центра (как бы двух частей одного города) в своеобразной форме множественного числа топонима — Белицы.
Поскольку новый уездный центр (будущая Новая Белица) рос искусственно, то жить в нем фактически было некому. Вот почему казне пришлось разоряться ещё раз, когда в 1785 году покупалась деревня Севруки, а её крестьяне записывались в мещанское сословие, и ещё раз, когда в 1791 году Новая Белица дозаселялась крестьянами из села Прибытки и деревни Дуяновка. Новую Белицу заселяли частично реальными людьми, частично — формальными «душами», то есть людьми, которые числились в документах белицкими мещанами, но продолжали жить, например, в деревне Севруки. В Новой Белице разрешалось селиться и старообрядцам. 
В 1852 году городом владел светлейший князь Ф. И. Паскевич. 25 сентября 1852 года император Николай I подписал указ о переводе уездной администрации из Новой Белицы в Гомель и о назначении бывшего административного центра заштатным городом, уезд стал называться Гомельским. В марте 1854 году Новая Белица была присоединена к Гомелю в качестве предместья, а на основе её герба был разработан герб Гомеля.
В начале XX века в Новобелице были расположены достаточно крупные промышленные предприятия: спичечная фабрика «Везувий», лесопильная фабрика, лесопильно-бондарный завод, городские скотобойни.

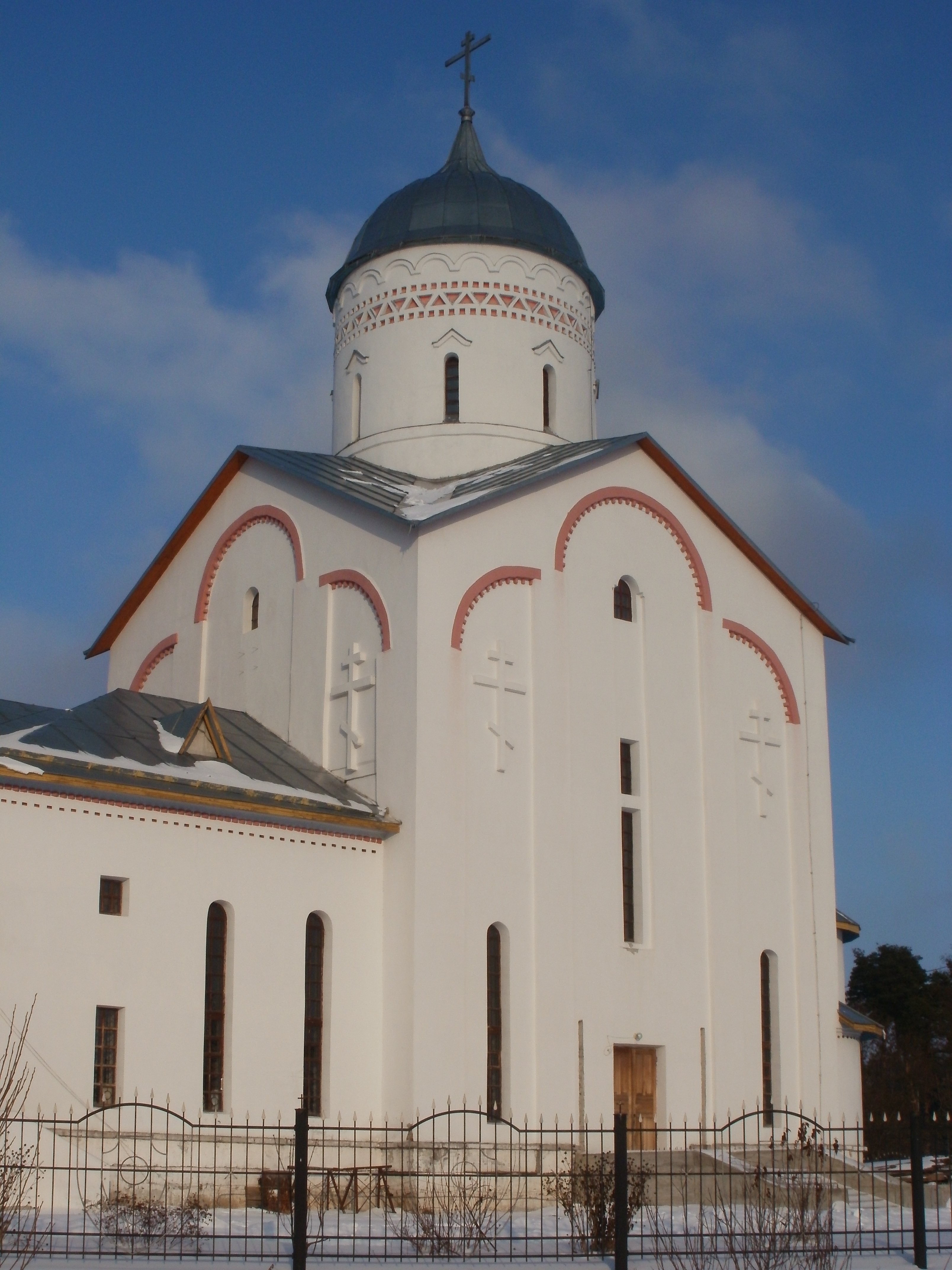
Свято-Александро-Невская церковь

Новобелицкий район города Гомеля был образован в 1940 году, упразднён в 1948, вновь образован в 1951. В 1950—1960-х годах к району были присоединены деревни Якубовка, Мостище, Хутор. 

## Геральдика
Решение об утверждении герба и флага Новобелицкого района города Гомеля было принято администрацией Новобелицкого района Гомельского городского исполнительного комитета 13 февраля 2001 года № 56. Зарегистрированы в Гербовом матрикуле Республики Беларусь 28 января 2002 года № 81.

## Население
По переписи населения 1939 года национальный состав Новобелицкого района Гомеля был следующим:
| Национальность | Численность | %      |
| -------------- | ----------- | ------ |
| Белорусы       | 11 325      | 50,04% |
| Русские        | 4675        | 20,65% |
| Евреи          | 3828        | 16,91% |
| Украинцы       | 2417        | 10,68% |
| Прочие         | 389         | 1,72%  |

Население Новобелицкого района на 1 января 2024 составляет 75,5 тысяч жителей

## Инфраструктура
На территории района с 1885 года действует крупное, многоконфессиональное Новобелицкое кладбище. Ряд захоронений включён в список историко-культурных ценностей.

## Экономика

### Промышленность
В настоящее время основными промышленными предприятиями района являются ОАО «Гомельский мясокомбинат», ОАО «Гомельский жировой комбинат», ОАО «Гомельский ликёро-водочный завод «Радамир», Филиал «Гомельобои» ОАО «ЦБК - Консалт», ОАО «Гомельдрев», ОАО «Гомельское ПО «Кристалл» - управляющая компания холдинга «КРИСТАЛЛ-ХОЛДИНГ», также имеются филиал «Новобелицкий КХП» ОАО «Гомельхлебопродукт», УП «Гомельский завод ветеринарных препаратов».

## Образование, наука, культура

ГГПСЛ имени П. Я. Головачёва

В 1840 году в Белице было учреждено трехклассное уездное училище.
В районе расположены: ГУО «Гомельская Ирининская гимназия», 7 общеобразовательных школ, 3 начальные школы, 19 дошкольных учреждений, Учреждение «Гомельский дом-интернат для детей-инвалидов с особенностями психофизического развития», Интегративный образовательно-терапевтический центр на базе Учреждения «Гомельский дом-интернат для детей-инвалидов с особенностями психофизического развития», ГУО «Центр творчества детей и молодёжи Новобелицкого района г. Гомеля», ГУО «Физкультурно-спортивный центр детей и молодёжи «Золотая Рысь Новобелицкого района г. Гомель».

## Здравоохранение
Основные учреждения здравоохранения: ГУ «Республиканский научно-практический центр радиационной медицины и экологии человека» , Учреждение «Гомельский областной клинический госпиталь инвалидов Отечественной войны», ГУЗ «Гомельская городская клиническая больница № 3», Учреждение «Гомельская областная клиническая туберкулёзная больница», Учреждение «Гомельская областная клиническая психиатрическая больница». Также в районе находятся филиалы гомельской городской детской и гомельской городской поликлиник.